# Gabriel Zagabe Muzusa

Gabriel Zagabe, du nom complet Gabriel Zagabe Muzusa (Ngabo) est un entrepreneur basé en Espagne, et une personnalité politique en République démocratique du Congo,.

## Biographie

### Enfance, éducation et débuts
Né le 24 novembre 1978 à la maternité des sœurs adoratrices de Binza Delvaux, à Kinshasa, en République démocratique du Congo d'une famille nombreuse de douze enfants, Gabriel est fils de François Zagabe Kalembera, un ancien officier militaire de l'Armée nationale congolaise et plus tard cadre de banque à Kinshasa. Son grand-père paternel Michel Kalembera Mukongore, était un militaire soldat de première classe de la Force publique, l'un de ces vaillants trop peu connus de la Seconde Guerre mondiale (1940 - 1945). Il est le petit-neveu de feu Christophe Munzihirwa Mwene Ngabo, Archevêque de Bukavu assassiné le 29 octobre 1996 au début de la Deuxième guerre du Congo, dont il hérite son deuxième post-nom de Ngabo ,.

### Carrière
Gabriel a travaillé pour Citibank en Espagne et pour British Land Company PLC, un puissant fonds britannique, deux sociétés de prestige international, avant de se lancer, vers la fin de la grande récession de 2008, il crée ZAEL Group International firme enregistrée sous le droit espagnole au Registre des firmes et patentes de Madrid. En 2012, il fonde pour la première fois la société ZAEL Intercom SL en Espagne, qui deviendra la matrice des sociétés de la société espagnole ZAEL Group Int'l enregistrée et publiée au Journal Officiel du Registre du Commerce Espagnol BORME. En pleine période d'expansion, elle opère depuis lors entre l'Espagne et l'Afrique principalement dans le secteur des finances et des ressources naturelles,,

### Salto en la política
En 2017, soucieux de voir son pays la République démocratique du Congo progresser économiquement et politiquement, il crée le Mouvement politique Initiative pour le Rêve Congolais, Nouvelle Génération, acronyme IRC, qui deviendra formellement un parti politique en République démocratique du Congo par arrêté ministériel portant son approbation du Ministère de l'Intérieur et Sécurité (république démocratique du Congo en date du 3 mars 2022. Dans les échéances électorales actuelles en République démocratique du Congo, élections 2023 - 2024, l'IRC a pu aligner plus d'une centaine de candidats en compétition pour une centaine de sièges à remporter lors des élections législatives et municipales en décembre 2023.
Lors des élections sénatoriales d'avril 2024 en République démocratique du Congo, Gabriel Zagabe s'est porté candidat indépendant pour la circonscription sénatoriale de la province du Sud-Kivu. Bien que les résultats n'aient pas été concluants pour lui, il était clair qu'un nouvel et jeune acteur politique à l'avenir prometteur pour la province du Sud-Kivu et la RDC en général venait de faire irruption sur la scène. 

## Publications
- Frontières et conflits en RDC : De l'enclave de Cabinda à la Botte du Katanga, quelles solutions pour apaiser  durablement les tensions avec le Rwanda?  Micro espaces de recherche, ISSN 2444-9245 No. 14, janvier-décembre 2024, pp. 135-152 [10]

## Distinctions
- Premios Ubuntu 2022. Foro Internacional Euroafricano, à Cadix, Espagne[11],[12].